# Abdij van Flône

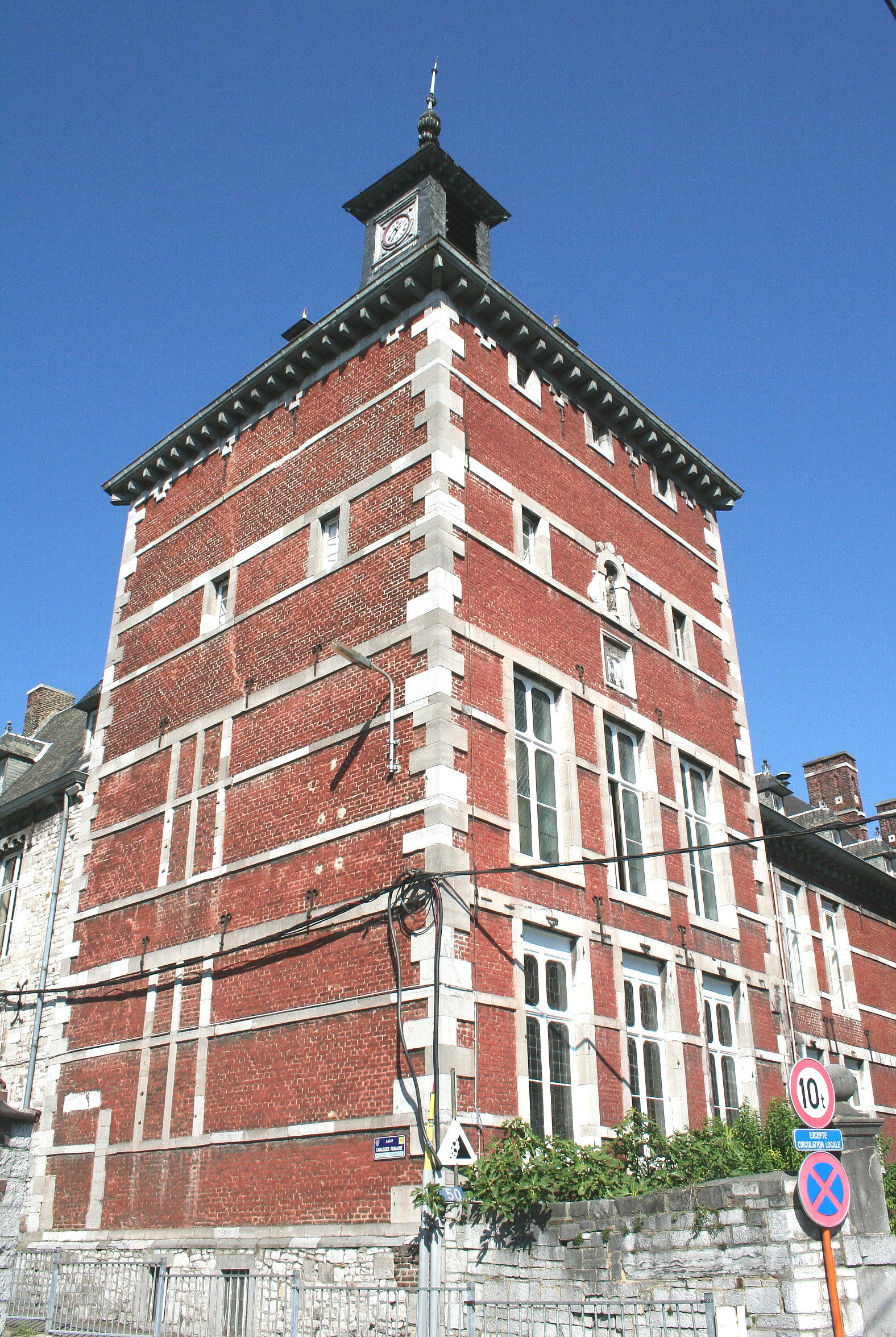
Hoektoren van de abdij

De Abdij van Flône was een abdij te Flône, waarvan tal van gebouwen nog bestaan.

## Geschiedenis
De stichting van de abdij gaat terug tot 1075, toen drie lekebroeders zich hier terugtrokken op een stuk gerond, hen geschonken door Hendrik I van Verdun, prins-bisschop van Luik. De monniken kanaliseerden het riviertje de Flône, bouwden enkele watermolens, en stichtten een herberg voor reizigers over de heerweg van Tongeren naar Aarlen.

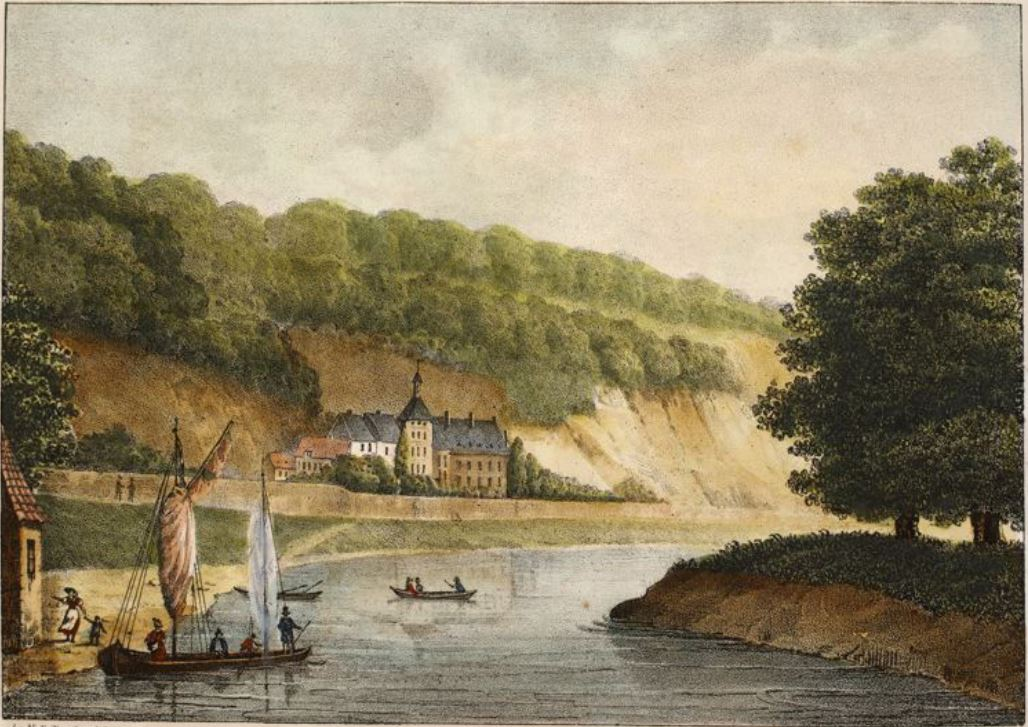
Zicht op de abdij rond 1830

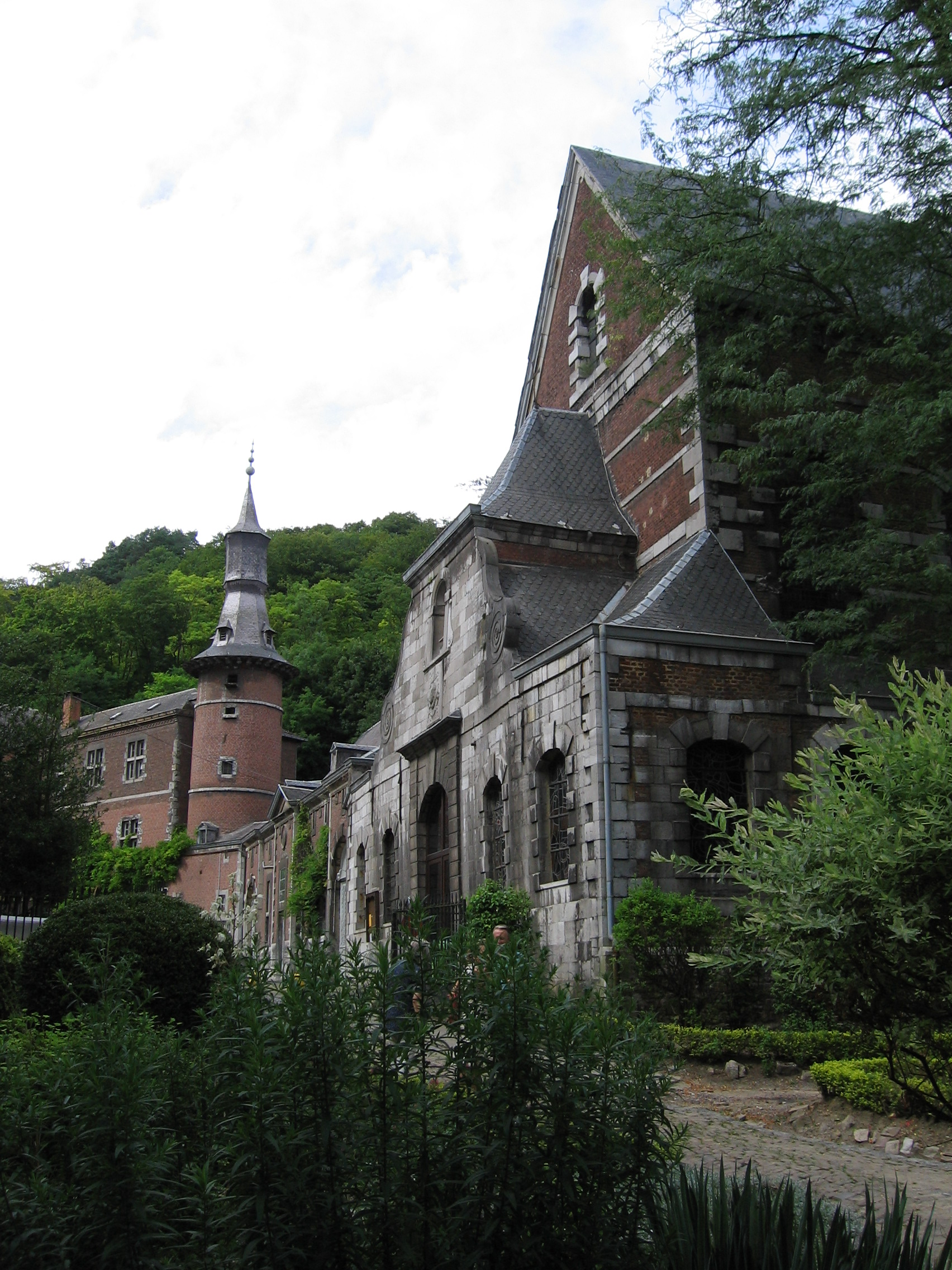
Kerk en duiventoren

In 1189 werd deze stichting verheven tot abdij, en ze behoorde toe aan de Orde der Augustijnen, die verschillende parochies in de omgeving bedienden. In 1550 werd een brouwerij gesticht, die tegenwoordig tot de oudste delen van het abdijcomplex behoort. In 1568 werd de abdij verwoest door de troepen van Willem van Oranje.
In de 17e eeuw vond een heropleving plaats. Toen werden de duiventoren, de watermolen en de toegangspoort opgericht. In de tweede helft van de 17e eeuw werden de hoektoren, de kerk en kloostergebouwen geconstrueerd. Ook gedurende de 18e eeuw was er veel bouwactiviteit. Toen werd onder meer een cijnshuis en het paleis voor de abten gebouwd.
De abdij verwierf tal van landgoederen, en hield zich ook bezig met de bosbouw en de mijnbouw (steenkool, ijzererts en zinkerts). De Franse bezetter liet in 1796 de abdij opheffen en verkocht de bezittingen aan particulieren. In 1844 werd de Société Anonyme de la Grande Montagne opgericht, die de exploitatie van zinkertsen hernieuwd op zich nam en ook een zinksmelter bezat. Deze sloot in 1979.
In 1921 verwierven de Zusters van het Christelijk Onderwijs het voormalige abdijcomplex. Hier kwam een meisjesinternaat, hetgeen zich ontwikkelde tot een regulier onderwijsinstituut.